# ليف كولودوب
ليف كولودوب (بالأوكرانية: Колодуб Лев Миколайович) ‏ (1 مايو 1930 في كييف - 23 فبراير 2019 في كييف) ملحن من الاتحاد السوفيتي.

## الجوائز
- جدارة فنان أوكرانيا  [لغات أخرى]‏
- فنان الشعب لأوكرانيا  [لغات أخرى]‏
- نيشان الاستحقاق الأوكراني من الدرجة الثالثة
- نيشان الفنان المشرف لأوكرانيا
- جائزة شيفتشينكو الوطنية

## روابط خارجية
- ليف كولودوب على موقع IMDb (الإنجليزية)
- ليف كولودوب على موقع ميوزك برينز (الإنجليزية)
- ليف كولودوب على موقع ديسكوغز (الإنجليزية)
- ليف كولودوب على موقع قاعدة بيانات الفيلم (الإنجليزية)